# Apsida
Ápsida ali apsída (latinsko apsis, iz grščine hapsis (hapsidos) - zveza, svod, lok, krivina - po kolesu Sončevega voza), tudi konha, eksedra, tribuna, prezbiterij, je v arhitekturi na polkrožnem ali večkotnem tlorisu zgrajen, večinoma s polkupolo pokrit stavbni del, ki se odpira v glavni prostor.
Apsida v arhitekturi pomeni:
- V cerkvenem gradbeništvu je apsida privzeta iz poznoantičnega rimskega stavbarstva in pomeni polkrožen s polovično kupolo obokan prostor, ki je dodan glavnemu prostoru, ladji ali pa vključen v glavni prostor. Navadno se apside pojavljajo v romanskih cerkvah.
- V krščanskem sakralnem stavbarstvu je apsida tudi oltarna niša ali zadnji, zgornji polkrožni del oltarja.

## Zgodovina in oblike

### Antika
Apsida prihaja iz Exedra in Tribuna, grške profane in rimske cerkvene arhitekture. V antični arhitekturi so niše uporabljali kot del, ki poudari prostor, kot arhitekturno dekoracijo in kot okvir (svetišče) za kipe in skulpture. Bazilike Rimskega cesarstva imajo pogosto na enem koncu apsido za cesarski kip. Tako lahko apsido razumemo tudi kot nišo za kipe. Usmerjenost apsid v starih stavbah ni dosledna, postopoma pa so jih postavljali v smeri vzhod-zahod.
Apsido so od bazilik Rimskega cesarstva prevzele krščanske cerkve. Po tako imenovanem milanskem ediktu (leto 313) je krščanska arhitektura in kiparstvo doživelo velik preobrat. Večje bazilike so v apsidi dobile prostor za prezbiterij in oltar. Orientacijo proti vzhodu so dokončno posvojili v renesansi in baroku.

### Srednji vek
Medtem ko je v zgodnjih cerkvah apsida neposredno mejila na cerkveno ladjo ali na prečno v karolinškem obdobju, se je kasneje oblikoval kor kot ločen vmesni prostor. V romanskih in gotskih apsidah tvorijo podolgovate oblike s korom kontaktno točko cerkvene stavbe. Ob zadnji steni apside je bila kamnita klop s škofovsko katedro v sredini. Romanske apside so jasno vidne tudi od zunaj.
Varianta cerkve v obliki črke T, ki ima dolgo ladjo, ima tri apside (primer cerkve Santissima Trinità di Saccargia na Sardiniji). Ta tip sega nazaj do bizantinske tradicije oblikovanja in je pogost na Sardiniji. Umetnostni zgodovinarji menijo, da je povezana z Cluny-jevo versko reformo. Tudi dve cerkvi v španskem Ávilu imata tri apside. Podobna je karolinška dvoranska cerkev s tremi apsidami v Alpah (
Benediktinski samostan sv. Janeza, Müstair, Graubünden, Švica). Dvojna apsida se pojavlja občasno v cerkvah z dvema patronoma (Reichenau-Mittelzell). 
Apsida se lahko imenuje školjka, še posebej pri triškoljčnih korih. Včasih apsida ne služi namestitvi oltarja temveč kot vhodna veža z verando. Predvsem v nemško govorečem svetu so iz karolinškega obdobja pogoste cerkve z vzhodno in zahodno apsido.
Pod apsido in korom romanskih cerkva je pogosto grobnica ali kripta.
Z že v 12. ter v začetku 13. stoletja so se množično pojavile stranske kapele ob ambulatoriju ali kornem obhodu, znane kot chevet (iz francoščine, latinsko capitium). Slavni francoski primeri cheveta so v gotskih stolnicah v Amiensu, Beauvaisu in Reimsu. Takšne kapele najdemo v Angliji v stolnici v Norwichu in Canterburyju, vendar so se funkcije razvile v Franciji. Frankofili kralj Henrik III. jih je uredil tudi v Westminstrski opatiji.
V času visoke in pozne romanike in gotike je apsida tudi okras kapelice ali kora. Apsida se lahko nanaša na področje notranjega kora (prezbiterija) ali oltarja, ki je ločen s premično steno.

## Umetniška prefinjenost
Ker je liturgično apsida najbolj izpostavljen prostor znotraj cerkve, je bila pogosto okrašena z monumentalnimi mozaiki že v poznih antičnih cerkvah v Rimu in Raveni. Na zunanji strani v tem času ni bila okrašena.
Romanske apside (pa tudi manjše obokane niše) so bile pogosto umetelno oblikovane - na primer s sliko (običajno Kristusa), ciklom pripovednih slik ali fresk ali z mozaiki. Tudi opečni okrasi in umetniški nagrobni kamni so v apsidi in v gotskih cerkvah kipi svetnikov.
Steklena okna so bila sprva precej redka in majhna, tekom razvoja pa vse pogostejša in večja. Zlasti v baroku so se vse bolj pojavljale slike. Apsida se je občasno perspektivno razširila, kot na primer v Cuneu v Piemontu.
Romanske apside so jasno vidne tudi od zunaj, vzhodni polkrog je pogosto bogato in umetniško oblikovan (primer bazilika Sv. Gereona, Köln). Alegorične majhne skulpture je mogoče najti v Schöngrabernu (Spodnja Avstrija) in v nekaterih cerkvah v Franciji in Italiji.
Bolj pogost zunanji okras je stilni element pritlikavih galerij, kot je primer Stolnica v Speyerju v Wormsu in romanske cerkve v Kölnu. Pritlikava arkadna galerija se imenuje okras, ki kroži okoli večje apside tik pod njeno streho. Čeprav ima predvsem dekorativno funkcijo, je bila tudi pohodna.
V vzhodni pravoslavni tradiciji je južna apsida znana kot diakonikon in severna apsida kot protezis (oltar).

## Mnogokotne apside
Romanske apside so običajno polkrožne, vendar pa v nekaterih regijah najdemo tudi mnogokotne, apsida je sestavljena iz več ravnih stenskih odsekov (območje Lorene in Mozele - stolnica v Trierju, Münstermaifeld, Oberrhein, Baselski Münster, Provansa - Alet-les-Bains). Poligon je standardna oblika kornega kroga v gotskem slogu (npr. stolnica v Regensburgu). Ta slog ne določa več apsido kot ločeno konstrukcijo od kora ampak je z njim povezana celota. Geometrijska oblika je narejena tako, da je prepolovljen poligon v zadnjem delu kora. Če je osemkotnik, je na petih straneh oblikovana in govorimo o petosminski obliki.

## Niše v sinagogah in mošejah
V sinagogah in mošejah se pojavijo tudi apsidam podobne, vendar manjše in manj pogoste navzven štrleče nišne tvorbe. Pri Židih niša služi kot svetišče Tora, ali kot mihrab v islamskih mošejah in pogosto označuje smer molitve.